# 新政反対一揆
新政反対一揆 (しんせいはんたいいっき) は、明治時代初期に明治政府が行った徴兵令、地租改正などの新しい政策に対する不満から発生した一揆 (暴動）の総称を指す。

## 概要
日本で幕末から明治維新に至る間には、世直し一揆のように多くの一揆や暴動が発生したが、それらの多くは権力の空白によって生じた混乱と、新権力への期待を動機として起こされた。1871年（明治4年）に実施された廃藩置県によって統治者が藩から明治政府に明確に交代した以降の、新権力とその政策への批判として発生した一揆を、新政反対一揆と呼ぶ。
新政反対一揆では、地租改正などの国家運営の根本となる政策や文明開化に関する諸施策が廃止の対象として要求されたが、多くの一揆では要求内容はその呼称に限定されたものではなく、開化政策全般にわたる様々な事柄が並列される場合が多い。例えば、明治6年には血税一揆と呼ばれる一揆が頻発したが、その要求は徴兵制の撤回以外にも廃藩置県の撤回、旧暦の復活、屠牛の廃止など多岐に及ぶ。
仁政を放棄した明治政府のもとで、農民の生活は藩が治めていた時よりも厳しいものとなっており、重商主義的な政策によって豪農や商家との格差は開くばかりであった。また、開化政策が欧米を模範とする政策であることから、新政府の中枢は異人によって支配されているという不信感が広がっていた。廃仏毀釈運動や賤民廃止令といった留守政府による急進的な政策によって生じた社会習慣の変化に強い困惑を覚えていた人々は、新政府や外国人とキリスト教に対する不安と恐怖によって非合理な流言を生み出し、多くの暴動の発火点となった。
新政反対一揆は、政治デモ的な近世の一揆とは異なり、参加者が竹槍を携行した武装集団となる例が圧倒的に多く、政府に関係ある施設や官吏の住宅、租税を徴収していた豪農の屋敷、被差別部落などが襲撃され、放火による家屋損壊や死傷者を少なからず出している。流言によって一揆に参加する人員や社会階層も、村単位で結盟する近世の一揆とは比較にならないほど多くなる例もあり、明治6年に発生した福岡県の筑前竹槍一揆には約30万人が参加しており、北条県の血税一揆には全戸数の60から70パーセントが参加したという。明治政府は一揆の群発を重大事と捉え、警察力と鎮台の武力を持って鎮圧し、首謀者の即決処刑と付和随行者を含めた大量処分をもって臨んだ。筑前竹槍一揆では首謀者4名が死刑（斬首3人、絞首1人）、罰金刑まで合わせて6万4千人が処罰されている。

## 年譜
- 明治2年
  - 2月 - 高山県で県政に反対する梅村騒動が発生。
- 明治4年
  - 10月 - 広島県で廃藩置県反対一揆（武一騒動）が発生。
  - 12月 - 高知県で外国人排斥などを要求する一揆（土佐膏取り一揆）が発生。
- 明治5年
  - 1月 - 度会県で伊勢神宮遷座の流言から一揆が発生。
  - 2月 - 飾磨県で解放令反対一揆（播但一揆）が発生。
  - 4月 - 新潟・柏崎県で護法一揆（北越一揆）が発生。廃仏毀釈、開港の中止などを要求。
  - 6月 - 鳥取県日野郡で納税を巡って農民一揆が発生。
- 明治6年
  - 1月 - 大分県上毛郡で農民一揆が発生。
  - 同月 - 秋田県で納税を巡って農民一揆が発生。
  - 3月 - 福井県で真宗復活、キリスト教排除などを目的とした護法一揆が発生。
  - 6月 - 北条県で血税・解放令反対一揆が発生。
  - 同月 - 大分県下久珠郡で血税一揆が発生。
  - 7月 - 岡山県児島郡で血税一揆が発生。
  - 同月 - 鳥取県会見郡で徴兵令反対一揆が発生。99か条の改廃を要求。
  - 同月 - 徳島県で血税一揆が発生。
  - 同月 - 福岡県で一揆が発生。廃藩置県の廃止など7か条の改廃を要求。
  - 7月 - 島根県で血税一揆が発生。
  - 9月 - 長崎県平戸で血税一揆が発生。
- 明治8年
  - 6月 - 酒田県で官吏の苛政に抗議する暴動が発生。
- 明治9年
  - 7月 - 山梨県で地租改正反対一揆が発生。
  - 11月 - 福島県、山口県、熊本県で暴動が発生。
  - 12月 - 三重県で地租改正反対一揆（伊勢暴動）が発生し、愛知、岐阜県に波及。
- 明治10年
  - 2月 - 石川県で地租改正反対一揆が発生。